# 舞鶴大江インターチェンジ
舞鶴大江インターチェンジ（まいづるおおえインターチェンジ）は、京都府舞鶴市字大俣にある、京都縦貫自動車道のインターチェンジである。

## 歴史
- 1990年度（平成2年度） : 京都縦貫自動車道の綾部宮津道路が事業化[1][2]。
- 1998年（平成10年）3月8日 : 舞鶴大江IC - 綾部JCT間の開通に伴い供用開始[1]。
- 2023年（令和5年）4月1日 : 宮津天橋立IC - 丹波IC間を京都府道路公社から西日本高速道路（NEXCO西日本）に移管[3]。全国路線網に編入[4]。

## 接続する道路
- 京都府道533号内宮地頭線

## 料金所
- ブース数 : 4

### 入口
- ブース数 : 2
  - ETC専用 : 1
  - 一般 : 1

### 出口
- ブース数 : 2
  - ETC専用 : 1
  - 一般（精算機） : 1

## 隣
E9 京都縦貫自動車道（綾部宮津道路）
(1)宮津天橋立IC - (2)舞鶴大江IC - 由良川PA - (3)綾部JCT